# Kingsholm Stadium
Kingsholm Stadium est une enceinte sportive située à Gloucester en Angleterre. C'est le stade de l'équipe de rugby à XV de Gloucester RFC. Il a une capacité de 16 500 places assises mais un projet d'extension pourrait porter sa capacité à 25 000 places. Son surnom, le Castle Grim, provient de la banlieue où le stade a été construit. La tribune principale (tribune sud) a été rénovée par C&D Bricklayers, un partenariat entre Nick Cuthbert and Kevin Dunn, ce dernier étant un ancien joueur de Gloucester RFC et international anglais.
Kingsholm est réputé pour la ferveur des supporters du club (surtout ceux de la tribune nord surnommés les Shed-heads) et son ambiance redoutable[réf. nécessaire]. Kingsholm a été le stade d'accueil de l'équipe nationale anglaise de rugby à XV avant que celle-ci ne s'établisse à Twickenham[réf. nécessaire].

## Coupe du monde de rugby à XV 1991
| Poule A | Nouvelle-Zélande | 46 - 6 | États-Unis |

## Coupe du monde de rugby à XV 2015
| Poule C | Tonga      | 10 - 17 | Géorgie |
| Poule B | Écosse     | 45 - 10 | Japon   |
| Poule C | Argentine  | 54 - 9  | Géorgie |
| Poule B | États-Unis | 18 - 28 | Japon   |